# Mifflintown
Mifflintown és una població dels Estats Units a l'estat de Pennsilvània. Segons el cens del 2000 tenia 861 habitants.

## Demografia
Segons el cens del 2000, Mifflintown tenia 861 habitants, 372 habitatges, i 210 famílies. La densitat de població era de 2.374,5 habitants/km².
Dels 372 habitatges en un 28% hi vivien nens de menys de 18 anys, en un 40,3% hi vivien parelles casades, en un 12,9% dones solteres, i en un 43,5% no eren unitats familiars. En el 38,7% dels habitatges hi vivien persones soles el 18,8% de les quals corresponia a persones de 65 anys o més que vivien soles. El nombre mitjà de persones vivint en cada habitatge era de 2,24 i el nombre mitjà de persones que vivien en cada família era de 2,97.
Per edats la població es repartia de la següent manera: un 25,2% tenia menys de 18 anys, un 8,5% entre 18 i 24, un 30,3% entre 25 i 44, un 20,9% de 45 a 60 i un 15,1% 65 anys o més.
L'edat mediana era de 36 anys. Per cada 100 dones de 18 o més anys hi havia 92,8 homes.
La renda mediana per habitatge era de 28.125 $ i la renda mediana per família de 33.594 $. Els homes tenien una renda mediana de 26.563 $ mentre que les dones 20.125 $. La renda per capita de la població era de 14.394 $. Entorn del 10,7% de les famílies i el 13,7% de la població estaven per davall del llindar de pobresa.

## Poblacions més properes
El següent diagrama mostra les poblacions més properes.